# Лезардриё (кантон)
Лезардриё (фр. Lézardrieux) — упраздненный кантон во Франции, в регионе Бретань, департамент Кот-д’Армор. Входил в состав округа Ланьон.
Код INSEE кантона — 2221. Всего в кантон Лезардриё входило 7 коммун, из них главной коммуной являлась Лезардриё.

## Коммуны кантона
| Коммуна      | Население, чел. (1999) | Почтовый индекс | Код INSEE |
| ------------ | ---------------------- | --------------- | --------- |
| Керборс      | 329                    | 22610           | 22085     |
| Ланмоде      | 431                    | 22610           | 22111     |
| Лезардриё    | 1 629                  | 22740           | 22127     |
| Плёбьян      | 2 691                  | 22610           | 22195     |
| Плёданьель   | 996                    | 22740           | 22196     |
| Плёмёр-Готье | 1 140                  | 22740           | 22199     |
| Тредарзек    | 999                    | 22220           | 22347     |

## Население
Население кантона на 2012 год составляло 8 091 человек.
| 1962 | 1968 | 1975 | 1982 | 1990 | 1999  | 2006  | 2011  | 2012  |
| ---- | ---- | ---- | ---- | ---- | ----- | ----- | ----- | ----- |
| -    | -    | -    | -    | -    | 8 215 | 8 090 | 8 154 | 8 091 |